# Dům čp. 4 (Jáchymov)
Dům čp. 4  je jedním z památkově chráněných renesančních řadových domů na náměstí Republiky v někdejším horním městě Jáchymově v Karlovarském kraji. Od roku 1992 jsou tyto domy součástí městské památkové zóny Jáchymov, která se spolu s celým městem a jeho okolím stala v roce 2014 jádrem rozsáhlejší památkové zóny, nazvané Hornická kulturní krajina Jáchymov. Tato nově vyhlášená památková zóna byla pak o pět let později spolu s dalšími podobnými krajinnými památkovými zónami a jednotlivými památkami v oblasti Krušných hor na české i německé straně zapsaná na seznam Světového dědictví UNESCO jako Hornický region Erzgebirge / Krušnohoří.

## Historie
Renesanční jádro budovy čp. 4 pochází z první etapy výstavby města, tj. z doby kolem roku 1520. První písemná zmínka o domě je z roku 1538, kdy patřil Gregoru Schwarzerovi. Jeden z dalších majitelů, těžař Gabriel Kolb, prodal dům dne 22. května 1588 za 560 zlatých, což byla na tehdejší dobu poměrně vysoká částka, jihočeskému velmožovi Vilémovi z Rožmberka. Vilém z Rožmberka ke konci svého života investoval do několika již poměrně vyčerpaných dolů a neúspěšných projektů. Byl také členem jáchymovského těžařského bratrstva, založeného Šliky.
Po smrti svého staršího bratra Viléma v roce 1592 zdědil veškerý jeho majetek Petr Vok z Rožmberka. Větší část nemovitostí, včetně domu na jáchymovském náměstí, začal vzápětí rozprodávat, aby umořil bratrovy dluhy. Mezi dalšími majiteli domu čp. 4 se pak objevuje jméno Matouše Šlika, který byl potomkerm královského rady hraběte Lorenze (Vavřince) Šlika.
Průčelí domu bylo upraveno po požáru města v roce 1873.

## Popis
Dům čp. 4 je s ohledem na svou zachovalost a vztah k předním představitelům české šlechty považován za jeden z nejvýznamnějších patricijských domů v Jáchymově. Dům čp. 4 se nachází na pozemku č. 227 na západní straně náměstí Republiky. Od historické radnice, respektive od tzv. Alpeckovského domu, který tvoří její jižní křídlo, jej dělí pouze dům čp. 2, který je  rovněž památkově chráněný, a dále dům čp. 3.
Dům čp. 4 je jednopatrový, postavený na obdélném půdorysu. Součástí objektu je vnitřní nádvoří, uzavřené dalšími budovami. V průčelí jsou čtyři okenní osy, střecha je sedlová se sedmi vikýři. Přízemí a patro odděluje plastická římsa. Patro je členěno lizénami s horizontální bosáží, v polích mezi lizénami jsou čtyři okna s rovným překladem. V podstřeší se nachází čtyři dvojice menších obloukových okének. Vstupní portál má nikovou osnovu a je lemován pravoúhlým štukovým rámem, spojeným s archivoltou klenákem, nad nímž je patrný dnes již nezřetelný letopočet. Dochovaly se i barokní vstupní dveře z 2. poloviny 17. století, bohatě zdobené řezbou s plošně stylizovaným akantem, vinnými hrozny a slunečnicovými květy.
Vstupní chodba v přízemí je stejně jako sousední místnosti zaklenutá poměrně vysokou hřebínkovou klenbou. Do patra vede zalomené dřevěné schodiště s klenbou. V interiéru zůstal zachován dřevěný renesanční strop, zdobený malbou. Schodiště, vedoucí na půdu, má vstupní půlkruhově klenutý portál a je kryto valenou klenbou s klenbou hřebínkovou.